# クルト・クリストフ・フォン・シュヴェリーン

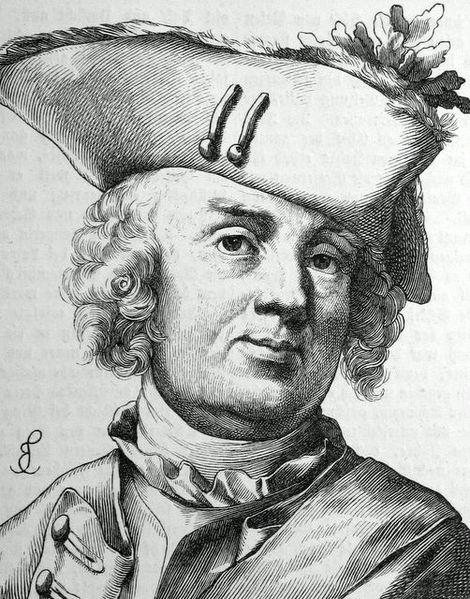
クルト・クリストフ・フォン・シュヴェリーン

クルト・クリストフ・フォン・シュヴェリーン（Kurt Christoph von Schwerin,1684年10月26日 - 1757年5月6日）は、メクレンブルク＝シュヴェリーン公国を経てプロイセン王国に仕えた貴族、軍人。爵位は伯爵、軍の階級は元帥。黒鷲勲章受勲者。「今世紀で最も偉大な将軍の一人」とフリードリヒ大王に評された、大王時代のプロイセンの主要な将軍の一人。教養人として知られ、演劇通の一面も持っていた。シュヴェリーン家はポンメルンで栄えた一族で、ブランデンブルク選帝侯時代から同じ一族の出身者がプロイセンに仕えて活躍している。

## 概歴

### 前半生
シュヴェリーンはポンメルンのレーヴィッツで生まれた。母はラミン家の出。彼が12歳のとき父が亡くなり、叔父デトレフ・フォン・シュヴェリーンの後見を受け、14歳でオランダのライデン大学に送られそこで学ぶ。1700年メクレンブルクに戻ると将校見習となって叔父の連隊に入り、兄デトレフ・ベルントの中隊に所属して軍人としての生活を始めた。
シュヴェリーンの連隊はオランダと契約されているもので、1701年、スペイン継承戦争の開始に伴ってシュヴェリーンの連隊もその指揮下に入って戦争に加わり、以後いくつもの会戦に参加して経験を積んだ。1703年中尉に昇進。1704年シェレンベルクの戦いに参加するがここで兄を失う。さらにブレンハイムの戦いに参加した。1705年大尉に昇進し、中隊長となるも、このとき一度連隊を抜けて故郷へ帰っている。しかし翌年メクレンブルク＝シュヴェリーン公フリードリヒ・ヴィルヘルムの軍に復帰して中佐となった。戦線に復帰したあとラミイの戦いに参加し、1708年大佐に昇進する。またこの年ウルリーケ・エレノオーレ・フォン・クラッソウと結婚した。翌年公が部隊をプロイセンに貸し出したので、以後シュヴェリーンもプロイセンの指揮下で戦い、1709年マルプラケの戦い、モンス攻略に参加した。
ところでこのころ北ヨーロッパでは大北方戦争が反スウェーデン側優位に大きく傾いており、メクレンブルクもこの戦争に巻き込まれていた。このためシュヴェリーンは1712年にマグヌス・ステンボックのもとでガーデブッシュの戦いに参加した。翌1713年、シュヴェリーンは公国の外交官としてオスマン帝国領ティギナに抑留されていたカール12世のもとに派遣される。この年、メクレンブルクでは代が替ってカール・レオポルトが公位を継いだが、公が軍建設のため課税を強化したことに領邦等族が反発して彼らは帝国に公を訴え、大北方戦争とあわせてメクレンブルクは非常に混乱した。
1717年、カール6世から公に対してライヒスエクセクティオンが出され、メクレンブルクにはハノーファー軍とプロイセン軍が侵入した。シュヴェリーンは1718年に少将となっていたが、1719年メクレンブルクの少数の軍でもってハノーファー軍に奇襲をかけて小勝利を収め、敵の鼻を明かすことに成功した。この功によってシュヴェリーンは中将に昇進した。
1720年、スウェーデンはストックホルム条約を締結し、帝国内において戦争は終結した。シュヴェリーンはプロイセンに転仕した。この際公国における中将の地位がプロイセンでは認められず、少将での仕官となった。戦争続きだった若年時代と違ってしばらく平和が続き、シュヴェリーンは外交や行政の仕事に携わりつつ、着実に地位を上昇させる。1724年第24歩兵連隊シェフとなり、はじめシュパンダウ、次いでフランクフルトに駐在となる。1730年パイツ総督となるが、この年シュヴェリーンは王太子フリードリヒの亡命未遂事件で軍法会議の一員を務めている。1731年再び中将となった。
1733年、依然として騒動の収まらないメクレンブルクを落ち着かせるために、フリードリヒ・ヴィルヘルム1世はシュヴェリーンに数個連隊を与えて派遣し、シュヴェリーンは同地の平定にあたった。これらの功績により1736年シュヴェリーンは黒鷲勲章を授与され、1739年歩兵大将に昇進する。

### 大王時代
1740年フリードリヒ大王が即位すると、シュヴェリーンは元帥となり、さらに伯爵の位を与えられた。シュヴェリーンは大王に高く評価されており、また軍中でも「小マールバラ」と呼ばれて尊敬されていた。当時のプロイセン軍において、シュヴェリーンは「老デッサウ人」レオポルト1世と肩を並べるほどの地位を有するようになっていた。
オーストリア継承戦争が始まるとき、シュヴェリーンは外務大臣のポデヴィルスとともに大王からシュレージエン侵攻の意図を最初に明かされ、その計画を練った。シュレージエンにおいては一軍を率いて大王軍の進路を右翼から守る役目を果たし、さらに大王がベルリンに一時帰還する際は全権をまかされ、春までに上シュレージエンの占領を行った。モルヴィッツの戦いではプロイセン軍はオーストリア軍の騎兵により一時苦戦に陥ったが、シュヴェリーンは大王を避難させたうえで軍を立て直し逆転勝利をもたらした。
しかし大王はこのとき、シュヴェリーンが戦場での指揮権を自分のものにするために大王に退避を勧めたのだと悪く捉え、かえってそのことでシュヴェリーンを不当に非難し、大王とシュヴェリーンの良好な関係は一時失われた。クラインシュネレンドルフの密約による休戦のあと、シュヴェリーンはナイセ総督に任じられるが、すぐメーレンに進出して攻略の前準備をすることを命ぜられ、オルミュッツを占領したうえで大王の到着を迎えた。しかし1742年のプロイセン軍のメーレンでの作戦は食料調達に失敗したことから打ち切りにせざるを得ず、シュヴェリーンはこの件でも大王に一方的に責任を負わされて非難された。シュヴェリーンは健康悪化を理由にナイセに帰り、コトゥジッツの戦いには参加しなかった。やがてポンメルンの領地に帰ってそこで健康の回復と勘気の解けるのを待った。
1744年第二次シュレージエン戦争が行われることになるとシュヴェリーンも呼び戻され、シュレージエンから一軍を率いて東からベーメンに侵攻し、その攻略に携わった。しかしこの戦役ではプロイセン軍は補給に苦しんで敗退することになり、シュヴェリーンは若デッサウと作戦方針を巡って激しい口論をして大王に仲裁されるほどであった。シュヴェリーンは自分の意見が用いられないのを不服とし、また健康を回復していなかったこともあって、結局ここでもシュヴェリーンは戦線を離脱して、再び領地に帰った。

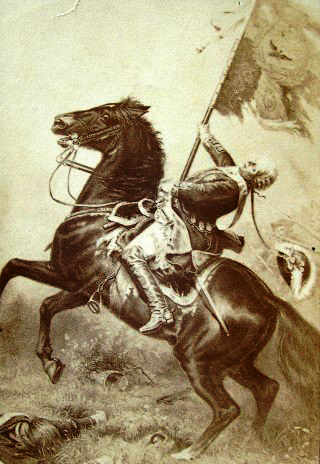
シュヴェリーンの死

七年戦争においてシュヴェリーンはその1年目はシュレージエン軍を指揮してメーレンのオーストリア軍を牽制した。2年目の大王以下のプロイセン軍主力によるベーメン侵攻では、シュヴェリーンもその軍に加わってプラハの戦いに参加した。この戦いでシュヴェリーンは、自軍の部隊が敵の抵抗の前に尻込みしているのを見て、大王もよくやったように、自ら軍旗を掲げて士気を鼓舞し、兵士たちを攻撃に駆り立てようとした。このときオーストリア軍砲兵の散弾を浴びてシュヴェリーンは戦死した。プロイセン軍は最終的に勝利を収めたが、のちに大王はこの戦いを回想して、「彼1人で1万人以上の兵に値した。彼の死は高くついた流血によってもたらされた勝利の月桂冠を萎ませてしまった」と記している。

## 参考資料
- Giles Macdonogh, Frederick the Great A LIFE IN DEED AND LETTERS, （New York: St.Martin's Griffin、2001）
- Joachim Engelmann, Friedrich der Grosse und seine Generale, （Podzun-Pallas-Verlag GmbH, 1988）
- Robert B. Asprey, Frederick the Great The Magnificent Enigma, （New York: Ticknor & Fields、1986）
- Thomas Holcroft, Posthumous works of Frederic II, king of Prussia, Volume 2, （G.G.J. and J. Robinson 1789、Digitized Jan 25, 2008）
- ADB:Schwerin,_Kurd_Christoph_Graf_von Allgemeine Deutsche Biographie, herausgegeben von der Historischen Kommission bei der Bayerischen Akademie der Wissenschaften, Band 33 (1891), ab Seite 421
- de:Kurt Christoph von Schwerin (00:06, 18. Aug. 2009 UTC)